# 砂ケ森
砂ケ森（すながもり）は、青森県東津軽郡今別町にある大字。郵便番号は030-1514。

## 歴史
1808年（文化5年）に異国船の出没を受けて、域内に砲台が築かれた。

## 地理
町の東部に位置しており、西で袰月や山崎などと、東で奥平部と、南で大川平と接し、北で津軽海峡に面する。

### 海洋・河川
- 三厩湾
- 貫月川
- 砂ケ森川
- 関口川
- 与茂内川

### 小字
砂ケ森の小字は以下の通りである。
- 赤根沢
- 下山崎
- 砂村元

## 施設
- 一本木漁港
- 赤根沢の赤岩：1955年（昭和30年）1月7日に県から天然記念物に指定された。紅殻（酸化第二鉄）で弘前藩政時代には顔料として採掘され、領内の神社仏閣の赤い塗料、日光東照宮や岩木山神社の大堂、山門などの修復に用いられたことより、藩は役人を置いて管理したとされる[4]。
- 稲荷神社：旧村社。

## 交通

### 鉄道
- 域内なら鉄道駅はないが、最寄駅は今別駅（JR津軽線）や大川平駅（JR津軽線）が挙げられる。

### 道路
- 国道280号：北部を走っており、落石・崩壊および地すべりの危険を孕んでいる[5]。

## 学区
公立学校であれば、今別町立今別小学校と今別町立今別中学校に進学する。